# Schätzfehler
In der Statistik bezeichnet der Schätzfehler die Abweichung einer Schätzfunktion {\displaystyle {\hat {\vartheta }}} vom unbekannten Parameter der Grundgesamtheit {\displaystyle \vartheta }. Er ist ein Maß für die Güte der Schätzfunktion (oder Interpolation).

## Definition
Er ist definiert als:
{\displaystyle e:={\hat {\vartheta }}-\vartheta }
Ist der wahre Parameter unbekannt, so ist auch der Schätzfehler unbekannt. Trotzdem ist es möglich, eine Aussage über die Präzision des Schätzfehlers zu machen.

## Parameter des Schätzfehlers
- Der Erwartungswert des Schätzfehlers wird als Verzerrung bezeichnet.
- Die Standardabweichung des Schätzfehlers ist gleich dem Standardfehler.

## Beispiele
Wenn {\displaystyle \mu } der Mittelwert in der Grundgesamtheit ist,  {\displaystyle \sigma ^{2}} die Varianz und {\displaystyle \pi } der Anteilswert in einer dichotomen Grundgesamtheit ist, dann zeigt die folgende Tabelle Schätzfunktionen, Schätzfehler und Verzerrungen. Dabei bezeichnet {\displaystyle N(\mu ,\sigma ^{2})} die Normalverteilung mit Erwartungswert {\displaystyle \mu } und Varianz {\displaystyle \sigma ^{2}}.
| Parameter der Grundgesamtheit | Stichprobenvariablen                                                             | Schätzfunktion {\displaystyle {\hat {\theta }}}                             | Schätzfehler {\displaystyle e}     | Verzerrung {\displaystyle \operatorname {E} (e)} |
| ----------------------------- | -------------------------------------------------------------------------------- | --------------------------------------------------------------------------- | ---------------------------------- | ------------------------------------------------ |
| {\displaystyle \mu }          | {\displaystyle X_{i}\sim N(\mu ,\sigma ^{2})}                                    | {\displaystyle {\bar {X}}={\frac {X_{1}+\ldots +X_{n}}{n}}}                 | {\displaystyle {\bar {X}}-\mu }    | {\displaystyle 0}                                |
| {\displaystyle \mu }          | {\displaystyle X_{i}\sim (\mu ,\sigma ^{2})} und ZGS erfüllt                     | {\displaystyle {\bar {X}}={\frac {X_{1}+\ldots +X_{n}}{n}}}                 | {\displaystyle {\bar {X}}-\mu }    | {\displaystyle 0}                                |
| {\displaystyle \pi }          | {\displaystyle X_{i}} dichotom                                                   | {\displaystyle \Pi ={\frac {X_{1}+\ldots +X_{n}}{n}}}                       | {\displaystyle \Pi -\pi }          | {\displaystyle 0}                                |
| {\displaystyle \sigma ^{2}}   | {\displaystyle X_{i}\sim N(\mu ,\sigma ^{2})} und {\displaystyle \mu } bekannt   | {\displaystyle S^{*2}={\frac {1}{n}}\sum _{i=1}^{n}(X_{i}-\mu )^{2}}        | {\displaystyle S^{*2}-\sigma ^{2}} | {\displaystyle 0}                                |
| {\displaystyle \sigma ^{2}}   | {\displaystyle X_{i}\sim N(\mu ,\sigma ^{2})} und {\displaystyle \mu } unbekannt | {\displaystyle S^{2}={\frac {1}{n-1}}\sum _{i=1}^{n}(X_{i}-{\bar {X}})^{2}} | {\displaystyle S^{2}-\sigma ^{2}}  | {\displaystyle 0}                                |
| {\displaystyle \sigma ^{2}}   | {\displaystyle X_{i}\sim N(\mu ,\sigma ^{2})} und {\displaystyle \mu } unbekannt | {\displaystyle S^{'2}={\frac {1}{n}}\sum _{i=1}^{n}(X_{i}-{\bar {X}})^{2}}  | {\displaystyle S^{'2}-\sigma ^{2}} | {\displaystyle -{\frac {\sigma ^{2}}{n}}}        |

Der Erwartungswert des Schätzfehlers ist die Verzerrung.